# Tarryn Allarakhia
Tarryn Allarakhia (Redbridge, 17 ottobre 1997) è un calciatore tanzaniano con cittadinanza britannica, centrocampista del Rochdale e della nazionale tanzaniana.

## Carriera

### Club
Ha giocato nelle serie minori inglesi (tra la quarta e la settima divisione).

### Nazionale
Nel 2023 è stato convocato per giocare la Coppa d'Africa; il 7 gennaio 2024 ha esordito in nazionale in un'amichevole preparatoria al torneo contro l'Egitto, e successivamente è sceso in campo anche nella prima giornata della fase a gironi del torneo (conclusasi con una sconfitta per 3-0 contro il Marocco.